# Vocabulario en lengua castellana y mexicana
El Vocabulario en lengua castellana y mexicana es un diccionario bilingüe de castellano y náhuatl escrito por Alonso de Molina de la Orden de San Francisco de Nueva España, publicado por primera vez en 1555 bajo el título  Aqui comiença un vocabulario enla lengua castellana y mexicana, editado en México por Juan Pablos. Siendo la edición más relevante la de 1571, editada por Antonio de Spinosa, que entonces pasó a llamarse Vocabulario en lengua castellana y mexicana.
Los misioneros franciscanos promovieron la redacción de obras para catequizar a los indios en su lengua, siendo la lengua náhuatl una de las más importantes, ya que se hablaba en la mayor parte de la Nueva España. Después del Concilio de Trento, los jerarcas de la Iglesia Católica recomendaron la divulgación de la fe a través de las lenguas indígenas. Durante el gobierno del virrey Martín Enríquez de Almansa, Alonso Molina -quien ya era guardián del convento grande de San Francisco de México y capellán el virrey- publicó sus vocabularios castellano-náhuatl y náhuatl-castellano para consolidar sus aportaciones a la formación de los sacerdotes y religiosos que emprenderían las tareas evangelizadoras postridentinas.

## Primer vocabulario impreso de una lengua indígena
La primicia del estudio lingüístico de una lengua amerindia corresponde al náhuatl, puesto que la primera gramática o arte, como entonces se llamaba, de una lengua americana conservada es el Arte de la lengua mexicana (1547) del francisano fray Andrés de Olmos; además, poco después en 1555, se publicó el primer vocabulario de una lengua indígena: el de Molina. 
Esta primera edición del diccionario contenía solo la parte español a náhuatl; sobre ella, Molina construyó la edición de 1571 añadiéndole la parte Náhuatl a Español.

## Características formales
El Vocabulario de 1571 está dividido en dos partes —como corresponde a los diccionarios bilingües modernos— foliadas independientemente: la parte castellano-mexicana consta de 118 folios y la mexicano-castellana, de 162. En cada folio hay cuatro columnas y cada una contiene aproximadamente 35 entradas, de manera que el diccionario contiene 16,500 entradas castellano-mexicano y 22,600 mexicano-castellano.
La primera parte está encabezada por las licencias de impresión y una epístola al virrey de la Nueva España, en aquel tiempo D. Martín Enríquez de Almansa. 
Ambas partes están precedidas de un prólogo en el que Molina justifica la obra y donde aparecen una serie de avisos que explican peculiaridades lingüísticas de la lengua mexicana (fonología, morfología, etc.) y que proporcionan información de carácter técnico o metalexicográfico.
Al final de la primera parte hay un anexo, que ya aparecía en la edición de 1555, donde el franciscano da indicaciones gramaticales de los numerales en la lengua azteca, con sus equivalencias en la castellana.

## Ediciones
Se conocen siete ediciones:
- 1555. Aquí comiença un vocabulario en la lengua castellana y mexicana .
- 1571.
- 1880, de Julios Platzman, Leipzig.
- 1910, de Rufino González, Puebla, solo parte español a náhuatl.
- 1944, edición facsímil de la Colección de Incunables americanos, siglo XVI, vol. IV, Madrid, Cultura Hispánica.
- 1966, edición abreviada y modernizada.
- 1970, 1977 reimpresión. México, Porrúa, estudio preliminar de Miguel León-Portilla.